# Cmentarz żydowski w Stargardzie
Cmentarz żydowski w Stargardzie (ul. Wojska Polskiego 2, niem Klalkenberg - Wzgórze Szubieniczne) – założony w II połowie XVIII wieku o powierzchni ok. 0,5 ha (100x50 m). Przy cmentarzu znajdowała się kaplica. Cmentarz został zniszczony w czasie nocy kryształowej w 1938 podobnie jak i synagoga (przy Spichlerzu). Pojedyncze ocalałe macewy znajdują się na Starym Cmentarzu Komunalnym i w Muzeum Archeologiczno-Historycznym w Stargardzie.
W 2005 roku władze miasta i gminy żydowskiej podpisały list intencyjny w celu upamiętnienia stargardzkich żydów.